# Сідар-Форт (Юта)
Сідар-Форт (англ. Cedar Fort) — місто (англ. town) в США, в окрузі Юта штату Юта. Населення — 427 осіб (2020).

## Географія
Сідар-Форт розташований за координатами 40°20′30″ пн. ш. 112°6′33″ зх. д. / 40.34167° пн. ш. 112.10917° зх. д. (40.341800, -112.109189).  За даними Бюро перепису населення США в 2010 році місто мало площу 55,00 км², уся площа — суходіл.

## Демографія
Згідно з переписом 2010 року, у місті мешкало 368 осіб у 125 домогосподарствах у складі 104 родин. Густота населення становила 7 осіб/км².  Було 138 помешкань (3/км²).
Расовий склад населення:
| - 95,9 % — білих - 0,3 % — вихідців з тихоокеанських островів - 0,3 % — азіатів |

До двох чи більше рас належало 3,3 %. Частка іспаномовних становила 1,1 % від усіх жителів.
За віковим діапазоном населення розподілялося таким чином: 27,2 % — особи молодші 18 років, 57,6 % — особи у віці 18—64 років, 15,2 % — особи у віці 65 років та старші. Медіана віку мешканця становила 35,7 року. На 100 осіб жіночої статі у місті припадало 105,6 чоловіків;  на 100 жінок у віці від 18 років та старших — 107,8 чоловіків також старших 18 років.
Середній дохід на одне домашнє господарство  становив 85 833 долари США (медіана — 68 750), а середній дохід на одну сім'ю — 93 972 долари (медіана — 80 313). За межею бідності перебувало 2,8 % осіб, у тому числі 0,0 % дітей у віці до 18 років та 7,4 % осіб у віці 65 років та старших.
Цивільне працевлаштоване населення становило 227 осіб. Основні галузі зайнятості: науковці, спеціалісти, менеджери — 21,6 %, роздрібна торгівля — 18,9 %, будівництво — 17,2 %, освіта, охорона здоров'я та соціальна допомога — 16,7 %.